# Caspary-Brauerei

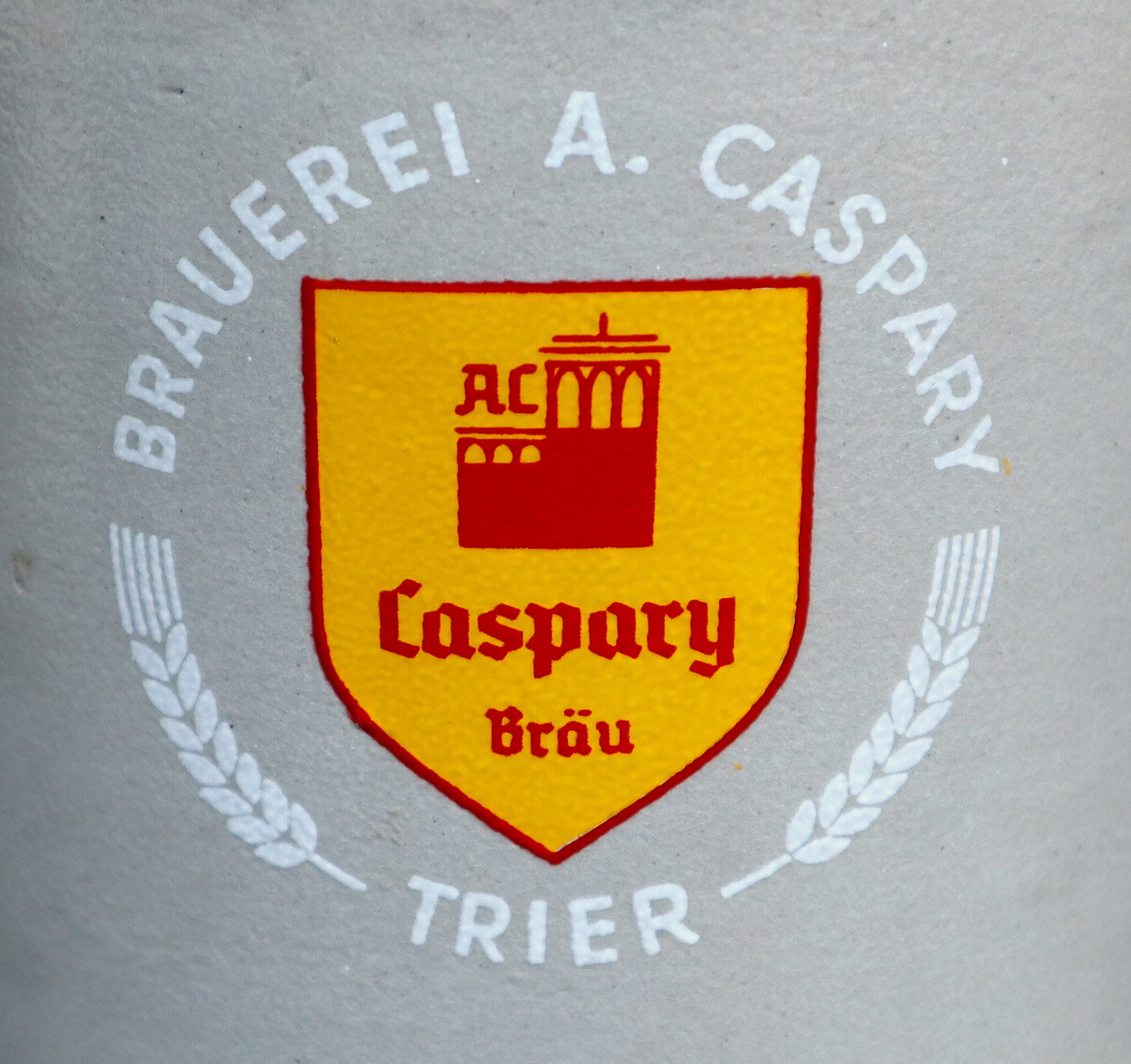
Логотип пивоварни

Caspary-Brauerei — немецкая пивоварня, существовавшая в городе Трир, Рейнланд-Пфальц, на протяжении более 140 лет.

## История
Основателем пивоварни является Йоханн Баптист Каспари (1796—1885), работавший до открытия собственного производства пивоваром в городе Бернкастель-Кус. Пивоварня Caspary открыта в сентябре 1826 года. Сын основателя, Антон Каспари, возглавил пивоварню в 1862 году. При нем производство значительно выросло, а продукция Caspary-Brauerei стала известна в регионе Рейнланд-Пфальц. Со времен Антона Каспари на логотипе пивоварни появились его инициалы (AC). В 1873—1875 годах в пивоварне произошло очередное расширение.
В 1921 году завод был преобразован в товарищество с ограниченной ответственностью. В 1925 году пивоварня Caspary выпускала 93000 гектолитров пива в год, что делало ее крупной региональной пивоварней.
В 1935 году завод был преобразован в общество с ограниченной ответственностью.
Во время Второй мировой войны медное оборудование варочного цеха пивоварни было использовано Вермахтом для военных целей, а сама пивоварня остановила производство после того, как ее владелец и главный пивовар Рудольф Каспари был призван на фронт. После войны не все европейские пивоварни смогли возобновить работу, но пивоварня Caspary начала восстановление с производства легкого пива с содержанием алкоголя около 1,5 % (об.).
До 50-х годов XX века практически все немецкие пивоварни использовали технологию открытого брожения. Завод Caspary стал одним из первых, кто применил новую технологию, и стал использовать цилиндро-конические танки.
В 1978 году пивоварня была куплена компанией Binding-Brauerei AG, и впоследствии закрыта, но в городе Трир о Caspary-Brauerei напоминает ряд топонимов, например, улица Антона Каспари (нем. Anton-Caspary-Straße).

## Владельцы
- Johann Baptist Caspary (23 ноября 1796 — 15 января 1885)
- Anton Caspary (25 июля 1827 — 25 октября 1896)
- Johann Baptist II. Caspary (6 августа 1862 — 19 февраля 1931)
- Dr. Rudolf Caspary (22 декабря 1897 — 15 ноября 1989)

Примечание: в скобках указаны годы жизни.